# Laer
Laer là một đô thị ở huyện Steinfurt, trong Nordrhein-Westfalen, Đức. Đô thị này tọa lạc khoảng 10 km về phía nam Steinfurt và 20 km về phía tây bắc của Münster.